# Jack Churchill

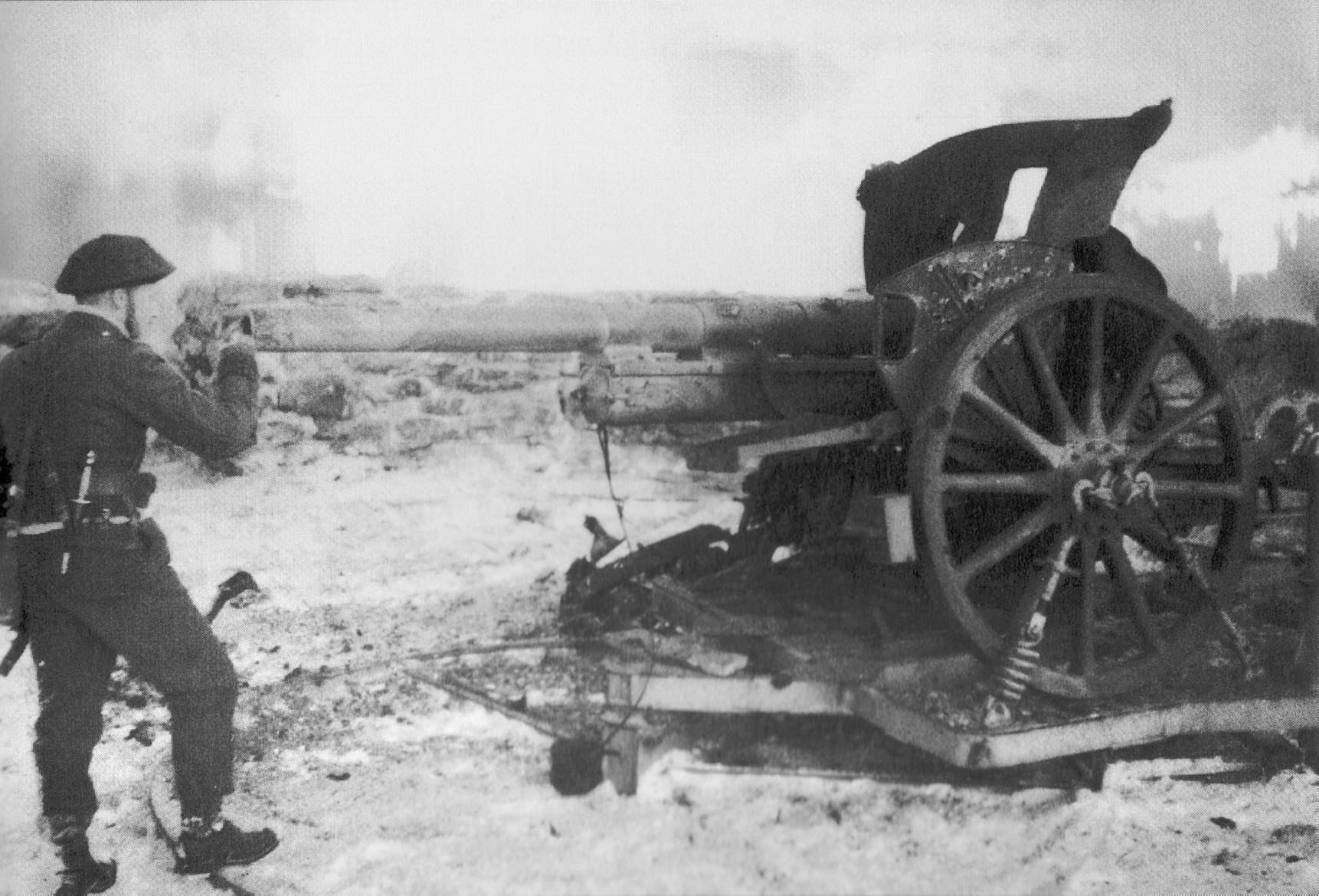
Churchill spogląda w lufę używanego przez Niemców belgijskiego działa 75 mm. W grudniu 1941 bateria tych dział została zniszczona przez jego komandosów podczas rajdu na Vågsøy

John Malcolm Thorpe Fleming „Jack” Churchill (ur. 16 września 1906 w Kolombo, zm. 8 marca 1996 w Surrey) – oficer British Army znany także jako „Fighting Jack Churchill” i „Mad Jack”. Weteran II wojny światowej, podczas której służył w szeregach oddziałów Commando. W bój zwykł wyruszać uzbrojony w długi łuk, strzały oraz pałasz claymore. Był autorem zdania: „każdy oficer udający się w bój bez miecza jest nieodpowiednio ubrany”.

## Młodość
Churchill urodził się w Kolombo, terytorium Cejlonu Brytyjskiego. Ukończywszy Royal Military Academy w Sandhurst, w 1926 roku rozpoczął służbę w Birmie wraz z Regimentem Manchesterskim. Opuścił armię w 1936 roku i rozpoczął pracę redaktora gazety. Dzięki dobrze opanowanej grze na dudach oraz zdolnościom łuczniczym zagrał małą rolę w filmie Złodziej z Bagdadu.

## II wojna światowa
Do armii powrócił po wybuchu wojny. W maju 1940 roku, wraz z manchesterczykami, uderzył z zasadzki na niemiecki patrol w pobliżu francuskiego L'Epinette. Churchill dał sygnał do ataku poprzez posłanie strzały w niemieckiego feldfebla, stając się jedynym znanym brytyjskim żołnierzem, który powalił przeciwnika z długiego łuku w trakcie wojny. Po ewakuacji Dunkierki zaciągnął się do komandosów, jako że odpowiadała mu ich wysoce niebezpieczna służba.
Był zastępcą dowódcy 3 Commando podczas operacji Archery, czyli ataku na niemiecki garnizon w Vågsøy 27 grudnia 1941. Gdy opadły rampy pierwszej z jednostek pływających Churchill wyskoczył naprzód i nim cisnął granat, ruszając do ataku, zaczął grać na swoich dudach. Za postawę pod Dunkierką i Vågsøy otrzymał Military Cross.
W 1942 roku, wraz z pięcioma komandosami, schwytał 300 ludzi we wrogiej placówce. Cała akcja trwała trzy tygodnie, podczas których ukryci w gęstych zaroślach komandosi, żywili się wyłącznie Marmite’em oraz salami.
W lipcu 1943 roku, dowodził 2 Commando podczas lądowania w Katanii na Sycylii, wyposażony w pałasz, łuk i strzały oraz dudy. W podobny sposób prowadził ludzi pod Salerno. Jako szefowi 2 Commando rozkazano mu zdobyć niemiecki punkt obserwacyjny w pobliżu La Moliny, kontrolujący przełęcz prowadzącą do plaży w Salerno. Wraz z żołnierzami 2 i 41 Commando zinfiltrował miasto i pojmał 42 Niemców oraz drużynę moździerza. Następnie poprowadził więźniów w dół przełęczy, z rannymi ciągniętymi na wózkach przez jeńców. Zapytany o to wydarzenie stwierdził, iż dla niego był to: „obraz z wojen napoleońskich”. Za akcję pod Salerno otrzymał Order Wybitnej Służby.
W 1944 roku jego komandosi wspierali Armię Wyzwolenia Jugosławii Josipa Broz Tito z adriatyckiej wyspy Vis. W maju Churchillowi rozkazano zdobycie wyspy Brač, znajdującej się w rękach Niemców – do wykonania zadania zorganizował kombinowany oddział, składający się z 1500 partyzantów oraz kontyngentu komandosów z 40 Commando i własnego 43 Commando. Lądowanie odbyło się bez przeszkód, jednakże dotarłszy do orlich gniazd na szczytach partyzanci postanowili przełożyć atak na następny dzień. Dudy Churchilla przyzwały do natarcia pozostałych komandosów, jednak po ostrzelaniu przez RAF-owskiego Spitfire’a dowódca wycofał oddział i odroczył akcję do rana. O świcie nastąpił atak flankujący 40 oraz 43 Commando – partyzanci pozostali w miejscu lądowania. Zaledwie sześciu ludzi z Churchillem na czele dotarło do celu, jednak ostrzał moździerzowy nietkniętym pozostawił tylko dowódcę; ten wygrywał na dudach „Will Ye No Come Back Again?”, w czasie gdy nacierał wróg. Ostatecznie Churchill został powalony granatem i schwytany. Niedługo później przewieziono go do Berlina celem przesłuchania, a następnie przetransportowano do obozu w Sachsenhausen.
We wrześniu 1944 wraz z oficerem Royal Air Force przeczołgali się pod drutami przez opuszczoną rurę ściekową, zamierzając iść aż do Bałtyku. Zostali schwytani w pobliżu Rostocku, parę kilometrów od morza. Pod koniec kwietnia następnego roku 140 więźniów wraz z Churchillem zostało przetransportowanych do Tyrolu w obstawie SS. Delegacja jeńców przekazała wyższym oficerom armii niemieckiej, iż obawiają się egzekucji. Oddział dowodzony przez kapitana Wicharda von Alvenslebena został skierowany dla ochrony tychże. Wobec liczebnej przewagi armii, strażnicy SS wycofali się, pozostawiając konwojowanych; ci ostatni zostali uwolnieni. Po odejściu Niemców Churchill przebył 150 kilometrów do Werony, gdzie natknął się na amerykańskie jednostki pancerne.
Jako że nadal trwała wojna na Pacyfiku Churchill został posłany do Birmy, gdzie trwały bitwy z Japończykami. Jednakże nim dotarł do Indii zrzucone zostały bomby na Hiroszimę i Nagasaki, kończąc wojnę. Churchill, niezadowolony z takiego obrotu spraw miał rzec: „Gdyby nie ci przeklęci Jankesi moglibyśmy pociągnąć tę wojnę przez następne dziesięć lat”.

## Po wojnie
W 1946 roku wytwórnia filmowa 20th Century Fox rozpoczęła prace nad filmem Ivanhoe angażując do głównej roli Roberta Taylora, przyjaciela Churchilla z czasów drużyny wioślarskiej; dzięki tej znajomości Churchill pojawił się jako łucznik strzelający z murów zamku w Warwick.

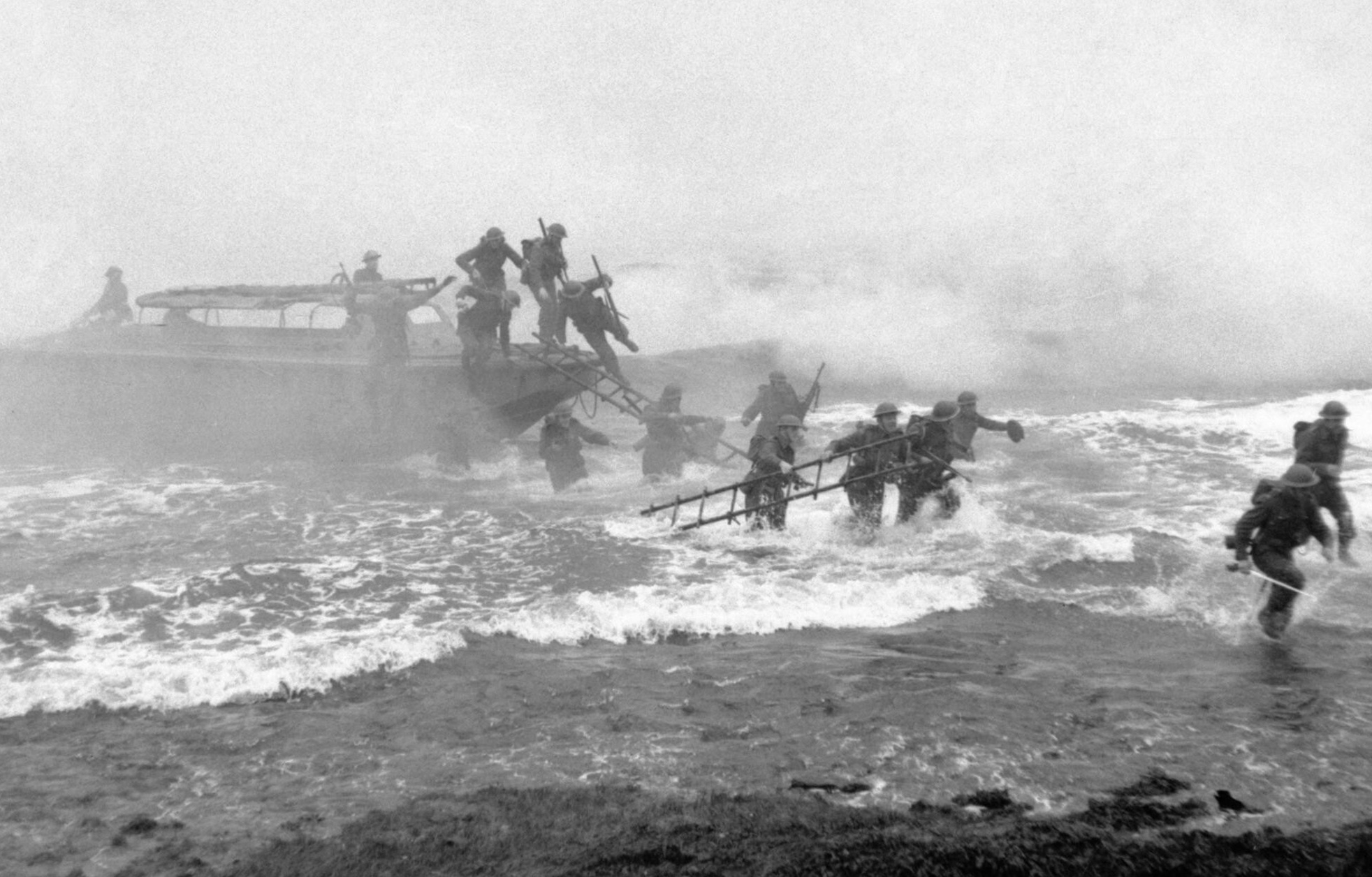
Jack Churchill (skrajne prawo) z pałaszem w dłoni prowadzi ćwiczenia w Inveraray

Po wojnie Churchill, jako wyszkolony spadochroniarz, przeniósł się do Seaforth Highlanders, by zostać zastępcą dowódcy stacjonującego w Mandacie Palestyny 1 batalionu Highland Light Infantry. Wiosną 1948 roku, tuż przed zakończeniem misji Churchill wziął udział w kolejnym konflikcie. Wraz z dwunastoma żołnierzami starał się pomóc konwojowi medycznemu Hadassa, zaatakowanemu przez Arabów. Po starciu koordynował ewakuację 700 żydowskich lekarzy, studentów i pacjentów ze szpitala Hadassah na Uniwersytecie Hebrajskim w Jerozolimie.
W późniejszych latach Churchill służył jako instruktor w szkole wojny lądowo-powietrznej w Australii, gdzie stał się żarliwym zwolennikiem surfingu. W Anglii był pierwszym człowiekiem, który surfował po fali przyboju rzeki Severn i zaprojektował własną deskę. Emerytura nie przyniosła końca jego ekscentrycznym zachowaniom. Miał zwyczaj codziennie, podczas powrotu do domu pociągiem, wyrzucać swoją walizkę przez okno wagonu, czym niejednokrotnie napędził stracha podróżnym i konduktorom. Później tłumaczył, iż wyrzucał ją do swojego własnego ogrodu, by nie musieć jej nieść ze stacji.
Z armii ostatecznie odszedł w 1959 roku, z dwoma Orderami za Wybitną Służbę. Zmarł w swoim domu w Surrey w 1996 roku.

## Życie prywatne
Churchill ożenił się 8 marca 1941 roku z Rosamundą Margaret Denny, z którą miał dwóch synów – Malcolma Johna Lesliego (ur. 11 listopada 1942) oraz Rodneya Alistaira Gladastone’a (ur. 4 lipca 1947). Nie był spokrewniony z Winstonem Churchillem